# Sans famille (bande dessinée)
Pour les articles homonymes, voir Sans famille (homonymie).
Sans famille est une série de bande dessinée pour la jeunesse adaptée du roman du romancier français Hector Malot.
- Scénario, dessins et couleurs : Yann Dégruel.

## Histoire
- Tome 1 : Mère Barberin (2004)

Rémi vit heureux à la campagne auprès de sa mère et de sa vache Roussette. Sa vie bascule lorsque Barberin, ce père qu'il n'a jamais vu et qui travaille à Paris, revient ruiné chez lui. Rémy apprend alors qu'il est un enfant abandonné. Aussitôt après, Barberin se débarrasse du garçon en le louant à un vieux saltimbanque : le signor Vitalis...
- Tome 2 : La Troupe du Signor Vitalis (2004)

Séparé de sa mère, Rémi fait l'apprentissage de la vie de saltimbanque, aux côtés du Signor Vitalis et de sa troupe. De ville en ville, le garçon parfait son jeu d'acteur, apprend à lire et à jouer de la musique grâce aux conseils avisés de son maître. L'affection et la complicité grandissent entre eux. Seul le passé du vieil homme reste un mystère pour Rémi.
- Tome 3 : Le Cygne (2005)

Comme le signor Vitalis est en prison, Rémi doit subvenir aux besoins de la troupe. Plus facile à dire qu'à faire ! Bientôt le jeune garçon se retrouve sans ressources. Heureusement, il croise la route d'une jeune lady, Mme Milligan, qui voyage avec son fils malade. Attendrie, elle invite Rémi sur son bateau pour une promenade au fil de l'eau.
- Tome 4 : Neige et loups (2006)

Abandonnant à regret la douce vie qu'il menait auprès de Mme Milligan, Rémi a repris la vie de saltimbanque auprès de maître Vitalis, qui semble fuir un bien étrange secret. Une nuit, en pleine forêt, Rémi s'endort pendant son tour de garde, laissant le champ libre aux loups. Au matin, Zerbino et Dolce sont retrouvés morts, et Joli-Cœur transi de froid.
- Tome 5 : La Vache du prince (2007)

Après la mort de Dolce, Zerbino et Joli-Cœur, Rémi perd à tout jamais son maître Vitalis, transi de froid. Le garçon, lui, a pu survivre en conservant un peu de chaleur grâce à Capi, couché sur son cœur. En sera-t-il toujours ainsi ? Devra-t-il toujours se séparer de ceux qu’il aime ? Alors qu’il n’a jamais frôlé la mort d’aussi près, ses pensées vont à mère Barberin…
- Tome 6 : L'Héritage (2008)

Après un épisode londonien désastreux, Rémi, le jeune orphelin, perce enfin le secret de sa naissance et de ses origines. Il retrouve sa mère, Madame Milligan, et son frère qu'il avait rencontrés auparavant sur une péniche. Le garçon s'installe alors dans le manoir de ses ancêtres avec sa véritable famille et les gens qu'il aime.

## Personnages
- Rémi
- Les animaux
- Monsieur vitalis
- Madame Barberin

## Publication
- Édition Delcourt (Collection Jeunesse) : Tomes 1 à 5 (première édition des tomes 1 à 5).